# Доњи Јаворањ
Доњи Јаворањ је насељено мјесто у општини Двор, у Банији, Сисачко-мославачка жупанија, Република Хрватска.

## Историја
Доњи Јаворањ се од распада Југославије до августа 1995. године налазио у Републици Српској Крајини.

## Становништво
На попису становништва 2011. године, Доњи Јаворањ је имао 149 становника.
| Националност       | 1991. | 1981. | 1971. | 1961. |
| Срби               | 394   | 399   | 503   | 662   |
| Југословени        | 3     | 46    | 3     |       |
| Хрвати             | 3     | 2     | 3     | 1     |
| Црногорци          |       | 1     | 1     |       |
| остали и непознато | 12    | 3     |       |       |
| Укупно             | 412   | 451   | 510   | 663   |

| Демографија | Демографија | Демографија |
| Година      | Становника  | Становника  |
| ----------- | ----------- | ----------- |
| 1961.       | 663         |             |
| 1971.       | 510         |             |
| 1981.       | 451         |             |
| 1991.       | 412         |             |
| 2001.       | 168         |             |
| 2011.       |             | 149         |

## Попис 1991.
На попису становништва 1991. године, насељено место Доњи Јаворањ је имало 412 становника, следећег националног састава:
| Попис 1991.‍  | Попис 1991.‍  | Попис 1991.‍ | Попис 1991.‍ | Попис 1991.‍ |
| ------------ | ------------ | ----------- | ----------- | ----------- |
|              |              |             |             |             |
| Срби         | Срби         |             | 394         | 95,63%      |
| Југословени  | Југословени  |             | 3           | 0,72%       |
| Хрвати       | Хрвати       |             | 3           | 0,72%       |
| Немци        | Немци        |             | 1           | 0,24%       |
| неопредељени | неопредељени |             | 1           | 0,24%       |
| непознато    | непознато    |             | 10          | 2,42%       |
| укупно: 412  |              |             |             |             |